# 死ぬほど好き (世にも奇妙な物語)
「死ぬほど好き」（しぬほどすき）は、テレビドラマ『世にも奇妙な物語』の中の1話。
1990年7月12日放送。第18作目。同回の作品に「半分こ」、「くせ」がある。脚本家の野島伸司がまだ無名に近かった頃に手がけた作品である。

## ストーリー
クラスメイトの美香に想いを伝えられないままの純平は、ある日バレンタインデーに自分の下駄箱に入っていたチョコレートが本当に彼女から贈られたものなのかを確かめるため、なんとか美香の気持ちを知りたいと考える。両親が工場の資金繰りに悩み、銀行を回り留守にしている間、友人の省吾、太と協力して事故死と見せかけた偽の葬式を挙げ、美香だけを呼ぼうとした。
だが、葬式が始まるやいなや、美香だけでなく他のクラスメイトや教諭まで参列してしまい、偽の葬式に引っ込みがつかなくなってしまう。美香は純平の棺桶に語りかけ、好きだったことを告白。美香が泣きながら家を飛び出した様子から両親らも式に参列する。純平は棺桶から出るに出られなくなったが、美香が恋愛感情を持っていることに満足し、友人と祝杯を挙げているうちに棺桶の中で眠ってしまった。
翌朝、罪悪感から深酒を煽ってしまった友人が目を覚ますと棺桶は既になく、火葬場に運ばれたことに気づき慌ててバイクで後を追いかけた。純平が目を覚ました時には、既に彼は棺桶ごと霊柩車で搬送されていた。棺桶から脱出しようともがいていたその直後、子供の飛び出しによる急ブレーキで頭部を強打した純平は、気を失ってしまう。次に純平が読経の声で目を覚ますと、火葬炉が点火されようとしていた。
省吾と太は火葬場に到着したが、すでに火葬炉が点火された後だった。純平の両親は悄然とする友人に微笑み、純平は親孝行だと語る。予てから工場の経営が苦しく、純平にかけた生命保険金により工場を立て直すことができるという。友人は煙突から立ち込める煙を見て呆然とした。
ストーリー・テラー役のタモリは最後に「気になる異性の気持ちを知るには、やはり勇気を出して本人に尋ねるのがよろしいかと思います。」と忠告する。

## スタッフ
- 企画：小牧次郎、石原隆（フジテレビ）
- プロデューサー：佐藤敦、北島和久、日比生信義（日活）
- 脚本：野島伸司
- 演出：川崎善広
- 音楽：蓜島邦明
- 製作：日活

## キャスト
- 星野純平：角田英介
- 真鍋省吾：古本新之輔
- 村上太：佐久間哲
- 佐伯美香：石田ひかり
- 熊野：桜金造
- 純平の父：望月太郎
- 純平の母：水野あや